# Europäische Schulfamilie
Die Europäische Schulfamilie (vom englischen European School Family kurz ESF), auch Internationale Schulfamilie genannt, ist ein Schüleraustausch-Programm und Schulentwicklungs-Projekt.

## Weitere Details
Die Europäische Schulfamilie wurde im Oktober 1991 im dänischen Tommerup gegründet. Heutige Mitglieder sind Schulen aus Dänemark, den Niederlanden, Polen, England und Deutschland.
Vom Projekt erhoffen sich die Initiatoren, dass
- die Schüler einem europäischen Nachbarn begegnen und ihn in seiner Kultur, in seiner Familie, sowie in seinen Schulalltag erleben, so dass die Idee des gemeinsamen Europas spürbar wird,
- die Lehrer das europäische Schulsystem kennenlernen und internationale Kompetenz entwickeln,
- die Eltern unmittelbar in die Begegnung integriert werden,
- die Schule auf dem Weg ist eine europäische Dimension zu erlangen,
- der Unterricht durch verschiedene Projekte in einzelnen Fächern positiv beeinflusst wird: Beim Erlernen der englischen Sprache macht sich ein deutlicher Motivationsschub bemerkbar (Hauptkommunikation erfolgt in englischer Sprache),
- überschulische Effekte eintreten: Freundschaften entwickeln sich; gegenseitige Besuche von Eltern und/oder Schülern in den Ferien; Förderung der Persönlichkeitsentwicklung und Entwicklung zur Selbständigkeit der Schüler; Weiterentwicklung von Wissen und Kenntnissen über europäische Nachbarn; Ausländerfeindlichkeit findet keinen Nährboden.[2]